# Pythonidae
Los pitónidos o pitones (Pythonidae) son una familia de serpientes constrictoras propias del paleotrópico. Otras fuentes consideran a este grupo una subfamilia de la familia de las boas (Boidae) (subfamilia Pythoninae). Las pitones se pueden distinguir de las boas en que tienen dientes en el premaxilar, un pequeño hueso en la parte frontal de la mandíbula superior. La mayoría de las boas dan a luz crías vivas, mientras que las pitones ponen huevos. Algunas variedades pueden llegar a ser muy largas: hasta ocho metros. Ciertas especies de boas de arena (subfamilia Ericinae) son llamadas erróneamente pitones.

## Lista de géneros
Se reconocen 40 especies agrupadas en los siguientes géneros:
- Antaresia Wells & Wellington, 1984
- Aspidites Peters, 1877
- Bothrochilus Fitzinger, 1843
- Liasis Gray, 1842
- Malayopython Reynolds, Niemiller & Revell, 2014
- Morelia Gray, 1842
- Python Daudin, 1803
- Simalia Gray, 1849

## Comportamiento

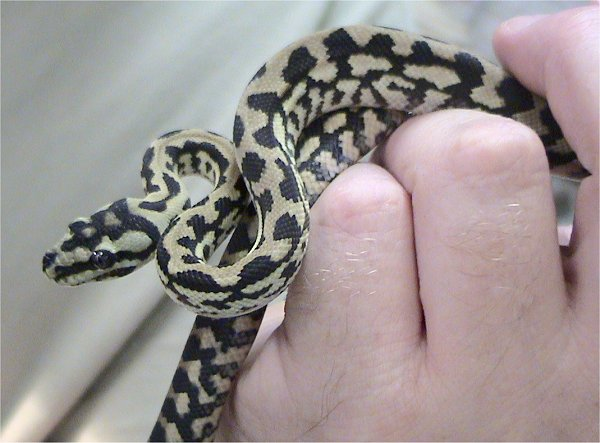
Morelia spilota

Las pitones, igual que sus parientes cercanas las boas, son serpientes constrictoras, y por definición, no venenosas. Normalmente atacan emboscando a animales que pasan cerca. Matan a sus presas por asfixia, primero muerden agarrándolas con la boca y enrollando rápidamente su cuerpo alrededor de ellas. Una vez así, se ejercen presiones altas sobre las costillas y pulmones de su presa, que de este modo no puede inhalar. A pesar de que la presa puede sufrir también problemas de circulación, especialmente si la serpiente presiona mucho alrededor de su cuello, la muerte por asfixia se produce habitualmente mucho antes. En contra de la creencia popular, estas serpientes tampoco estrujan o aplastan a sus presas, y cuando matan a una de tamaño normal, en la gran mayoría de los casos la presión que ejerce la serpiente no es suficiente para romper ningún hueso 

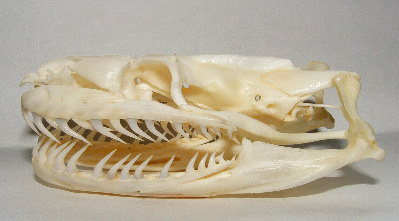
Cráneo de una pitón.

Gran parte de las pitones se alimenta de animales de "sangre caliente", como pájaros y mamíferos, aunque se sabe de especies que capturan también a otros reptiles (incluyendo otras serpientes), anfibios y peces. El tamaño de las presas varía enormemente, pero suelen ser de pequeño tamaño (las especies grandes consumen animales del tamaño de un gato doméstico). Las presas grandes están también a su alcance; algunas especies asiáticas de gran tamaño pueden matar cérvidos adultos, y se ha señalado que la pitón de Seba (Python sebae) se alimenta ocasionalmente de gacelas. Las pitones, como el resto de las serpientes, engullen completamente a sus presas y la digestión dura varios días. Si la presa es de gran tamaño, puede requerir incluso varias semanas.
A pesar del tamaño de algunas especies, el ser humano se encuentra fuera del tamaño habitual de sus presas, por lo que generalmente son inofensivas, excepto si se las asusta o provoca. Las hembras pueden comportarse de forma más agresiva si están protegiendo a los huevos. Por el contrario, y de forma desproporcionada en relación con el peligro que suponían, el hombre ha cazado incesantemente a las pitones hasta llevar a algunas especies, como la pitón india (Python molurus) al borde de la extinción.

## Reproducción
A diferencia de las boas, las pitones son ovíparas (ponen huevos). Agrupan la puesta y se enroscan alrededor para controlar la temperatura. Al ser animales ectotermos no pueden incubar a sus huevos con su temperatura corporal habitual. Para elevarla, contraen espasmódicamente su cuerpo (a modo de escalofrío) alrededor de la puesta. Este es uno de los pocos comportamientos parentales documentados en serpientes. Pueden vivir 35 años o incluso más tiempo.